# Muriel Millard
Muriel Millard (* 3. Dezember 1922 in Montreal; † 30. November 2014 ebenda) war eine kanadische Schauspielerin, Sängerin, Tänzerin und Malerin.

## Leben und Wirken
Millard gewann 1938 den Wettbewerb Les Jeunes Talents Catelli des Rundfunksenders CKAC. Sie trat dann in Shows in Rose Ouellettes Théâtre Nacional auf und imitierte bei Tourneen mit Jean Grimaldis Theatertruppe französische Sängerinnen wie Josephine Baker, Lucienne Boyer, Mireille und Mistinguett. Ihren ersten großen Erfolg hatte sie 1942 mit dem französischen Song Y’a pas de cerises en Alaska.
In den nächsten Jahren trat sie in Cabarets u. a. in Québec und New York (Old Europe) auf und wirkte an zahlreichen Rundfunksendungen mit, darunter Le Gala humoristique et musical à la salle paroissiale bei CKAC. Die Zeitschrift Radiomonde wählte sie 1950 zur Miss radio. In den 1950er Jahren trat sie in Fernsehshows wie Feux de joie, Music-Hall, Porte ouverte und Miss Music-Hall sowie in Varieté-Shows auf und wurde la reine du music-hall.
In ihrer Show Gai Gai la belle province trat sie 1966 in einem Ballett nach Gilles Vigneaults Song Jack Monnoloy auf, im gleichen Jahr wirkte sie in Louiguys Musikkomödie La Quincaillère de Chicago am Théâtre St. Denis in Montreal mit. Weitere Auftritte hatte sie u. a. in Vive la Canadienne bei der Expo 67, Terre des femmes an der Comédie-Canadienne und am Latin Quarter in New York (1967) und om Avec la femme bei Man and His World 1968. Seit Anfang der 1960er Jahre schrieb sie ihre Songtexte selbst, darunter erfolgreiche Titel wie die Hymne du Québec für den Télé-Métropole-Wettbewerb.
Ab 1969 zog sich Millard von der Bühne zurück und wandte sich der Malerei zu: Bevorzugte Motive ihrer Acrylmalerei waren Stillleben und Porträts von Clowns. Für kurze Zeit sang sie in den 1970er Jahren wieder in Nachtclubs, und gelegentlich trat sie in Fernsehshows auf. 1975 übernahm sie eine Rolle in Marcel Lefebvres Film Mustang. Im gleichen Jahr nahm sie die LP Faut que jeunesse se passe auf, weitere LPs folgten bei dem Label Trans-Canada.